# セイジ・スタローン
セイジ・スタローン（Sage Moonblood Stallone、1976年5月5日 - 2012年7月13日）は、アメリカ合衆国カリフォルニア州のロサンゼルス出身の俳優、映画監督。

## 略歴
俳優シルヴェスター・スタローンと、その1人目の妻サーシャ・チャックとの息子。
1990年の『ロッキー5/最後のドラマ』で主人公ロッキーの息子役でデビューする。1996年には映画『デイライト』で再び共演しているが、俳優のキャリアとしては脇役が多い。短編映画の監督も手掛けた。
叔父は俳優であり歌手のフランク・スタローン、祖母は占星術者のジャッキー・スタローン（フランス系およびロシアユダヤ系）である。
2012年7月13日、ロサンゼルス市ハリウッドの自宅で死亡しているのが発見された。当初、死因は不明とされたが、その後の検死で、心臓発作による自然死であることが分かった。36歳没。

## 出演作品
- ロッキー5/最後のドラマ（1990年） - ロバート・バルボア・ジュニア
- The Evil Inside （1993年）- Leo
- デイライト （1996年） - ビンセント
- American Hero （1997年） - Price
- Reflections of Evil （2002年） - Dan August
- The Manson Family （2003年） - Jay Sebring
- Vic （2006年） - Doc
- Chaos （2005年） - Swan
- Moscow Zero （2006年） - Varricks
- Oliviero Rising （2007年） - Dr. Stephens